# Bức tường Lennon (Hồng Kông)

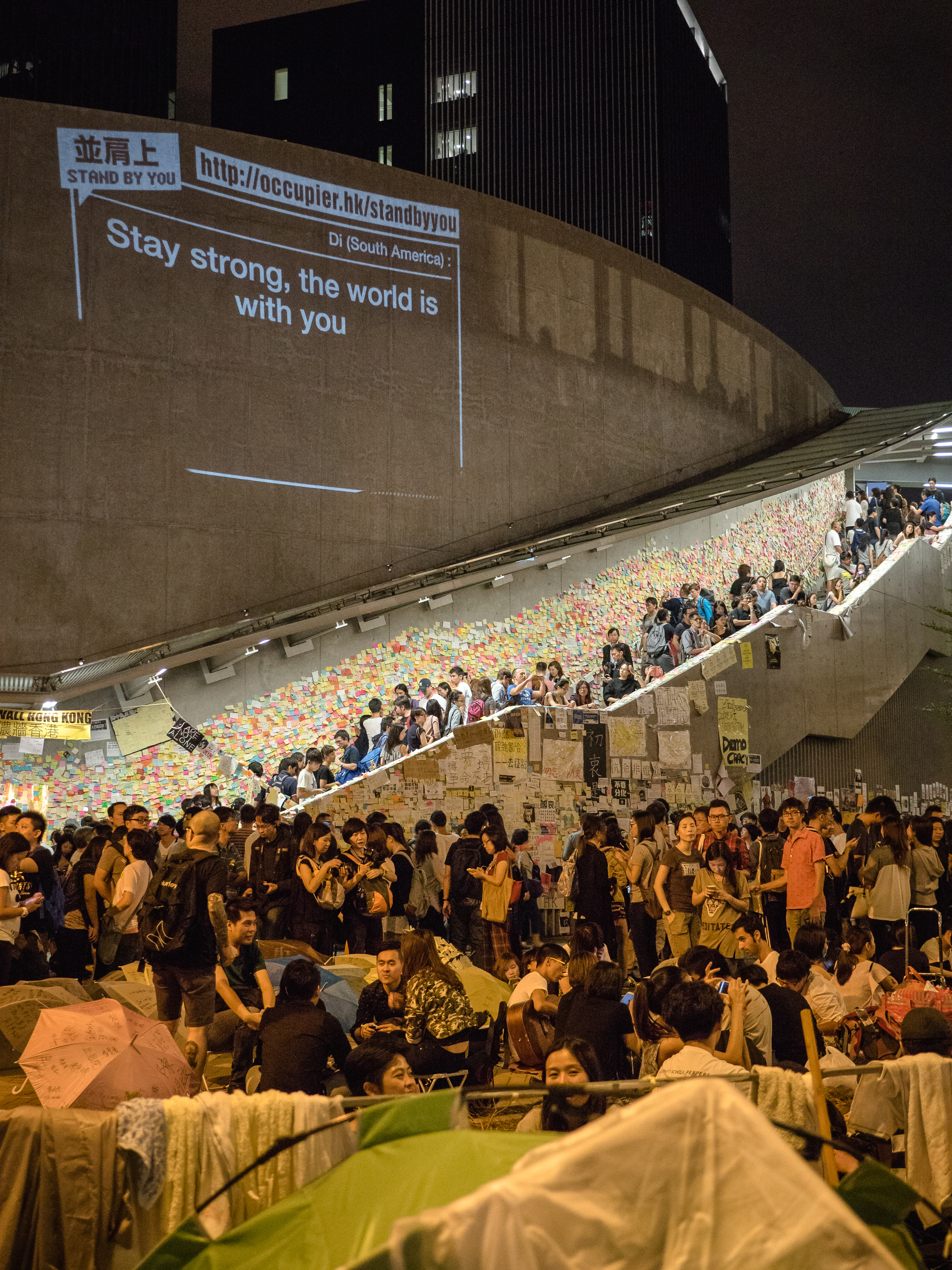
Bức tường Lennon - Cuộc biểu tình của phong trào Ô dù Hồng Kông. Ngày 10 tháng 10 năm 2014

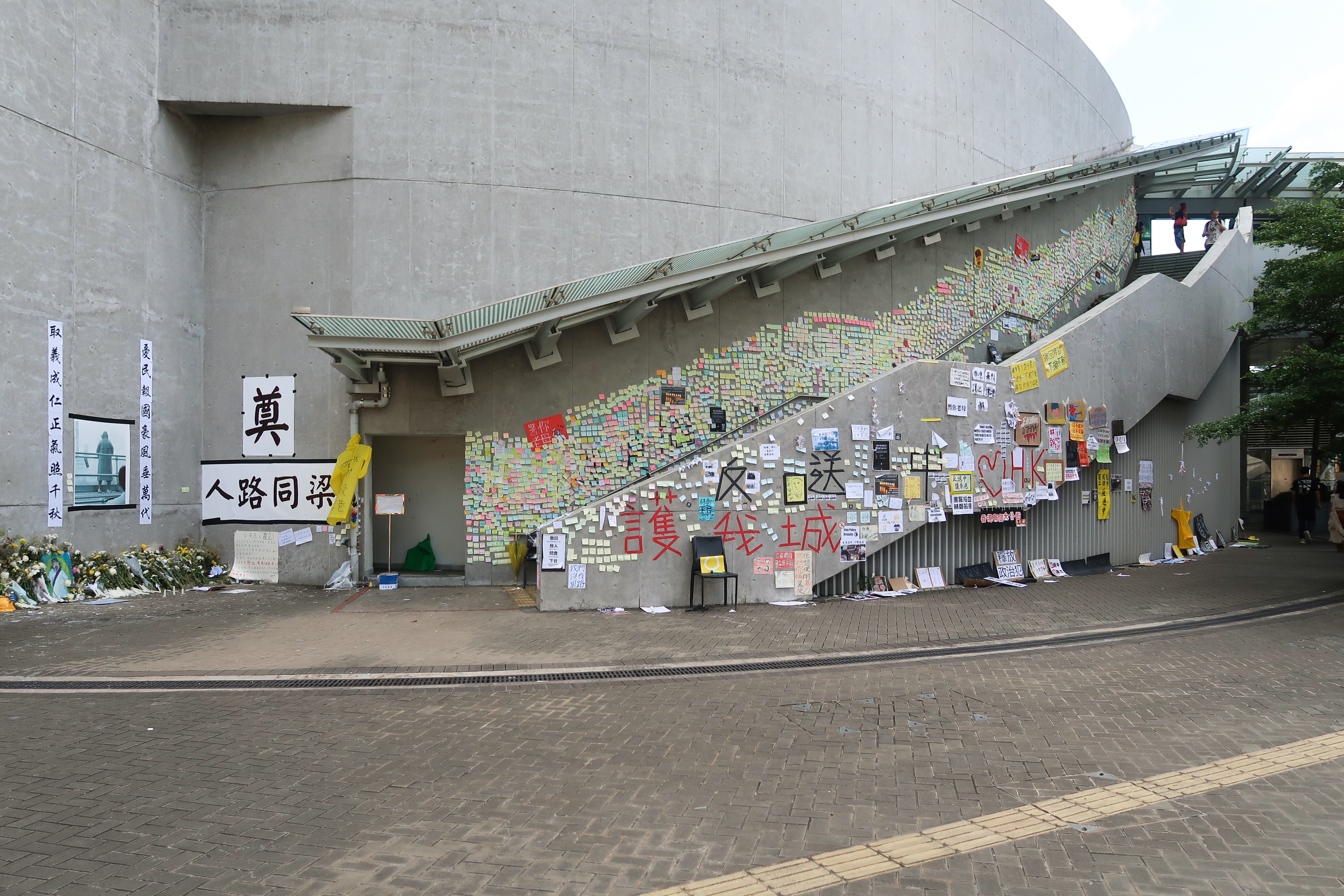
Sau các cuộc biểu tình chống dự luật dẫn độ Trung Quốc, Bức tường Lennon trở lại. Tháng 6 năm 2019

Bức tường Lennon (tiếng Trung: 連儂牆), trong bối cảnh Hồng Kông, ban đầu được gọi là bức tường được tạo ra trong Phong trào Ô dù, đặt tại Khu liên hợp chính phủ trung ương, Đường Harcourt, Kim Chung. Bức tường là một trong những tác phẩm nghệ thuật chính của Phong trào Ô dù là một tác phẩm nghệ thuật tập thể thể hiện tự do, đòi hỏi dân chủ trong cuộc bầu cử của các nhà lãnh đạo hàng đầu của lãnh thổ.
Đó là một không gian khích lệ và đoàn kết, đầy những tấm giấy ghi chú Post-It đầy màu sắc (hơn mười nghìn mẩu giấy) với những thông điệp ủng hộ tự do, dân chủ và quyền bầu cử phổ thông. Các loại bài đăng bao gồm các văn bia, lời bài hát, thơ, từ nước ngoài và đồ họa vẽ tay. Trong các cuộc biểu tình của Phong trào Ô dù 2014, đã có những nỗ lực phối hợp bảo tồn để ghi lại dưới dạng kỹ thuật số cho bức tường và nghệ thuật phản kháng liên quan.
Sau hơn hai tháng hành động chiếm đóng của các nhà hoạt động dân chủ, hầu hết các tác phẩm nghệ thuật đã bị xóa khỏi vị trí ban đầu trước các hoạt động giải phóng mặt bằng của cảnh sát. Nhiều người biểu tình và người dân đã cố gắng tạo lại một số tác phẩm nghệ thuật, đặc biệt là Bức tường Lennon Hồng Kông.
Trong các cuộc biểu tình ở Hồng Kông năm 2019, các bức tường Lennon mới xuất hiện ở nhiều địa điểm trên toàn lãnh thổ, điển hình là gần các nút giao thông.